# Solva gracilipes
Solva gracilipes är en tvåvingeart som beskrevs av Yang och Akira Nagatomi 1993. Solva gracilipes ingår i släktet Solva och familjen lövträdsflugor.
Artens utbredningsområde är Sichuan (Kina). Inga underarter finns listade i Catalogue of Life.